# Suad
Suad je moško osebno ime.

## Izvor imena
Ime Suad je moška oblika ženskega osebnega imena Suada.

## Različice imena
- moška različica imena: Suvad
- ženski različici imena: Suada, Suvada

## Pogostost imena
Po podatkih Statističnega urada Republike Slovenije je bilo na dan 31. decembra 2007 v Sloveniji število moških oseb z imenom Suad: 233.

## Osebni praznik
Osebe z imenom Suad je v koledarju možno uvrstiti k imenu Feliks.